# سینه‌سرخ ابروسفید
سینه‌سرخ ابروسفید (نام علمی: Poecilodryas superciliosa) نام یک گونه از سرده کوچک‌پری‌ها است.